# Lorenzo Marcello (sommergibile 1918)
Il Lorenzo Marcello è stato un sommergibile della Regia Marina.

## Storia
In servizio a poco più di un mese dalla fine della prima guerra mondiale, non ebbe modo di svolgere missioni di guerra. Suo primo comandante fu il capitano di corvetta Mario Falangola, che aveva seguito la messa a punto e le prove dell'unità (Falangola divenne poi comandante in capo della flotta subacquea italiana durante la seconda guerra mondiale).
Dal 1918 al 20 ottobre 1925 fu assegnato alla I Squadriglia Sommergibili, basata a La Spezia.
Nel luglio 1919 fu inviato a Genova per ragioni «di ordine pubblico».
Prese parte a varie esercitazioni nel 1922, 1924, 1925, 1926 e 1927.
Nell'ottobre 1925 fu messo sotto il controllo diretto del Comando Divisione Sommergibili, operando per l'addestramento degli allievi dell'Accademia Navale di Livorno.
Tra i suoi comandanti vi furono Guglielmo Bernucci, Antonio Legnani ed Edoardo Somigli, tutti all'epoca capitani di corvetta; in seguito assunsero ruoli di spicco all'interno della Marina. 
Ormai vecchio e colto da vari guasti ai motori, il Marcello fu radiato nel 1928 e demolito.